# Friedrich von Hausen (Minnesänger)
Friedrich von Hausen (* zwischen 1150 und 1160, genauer Geburtsort unbekannt; † 6. Mai 1190 bei Philomelium in Kleinasien) war ein deutscher Ministeriale und Minnesänger.

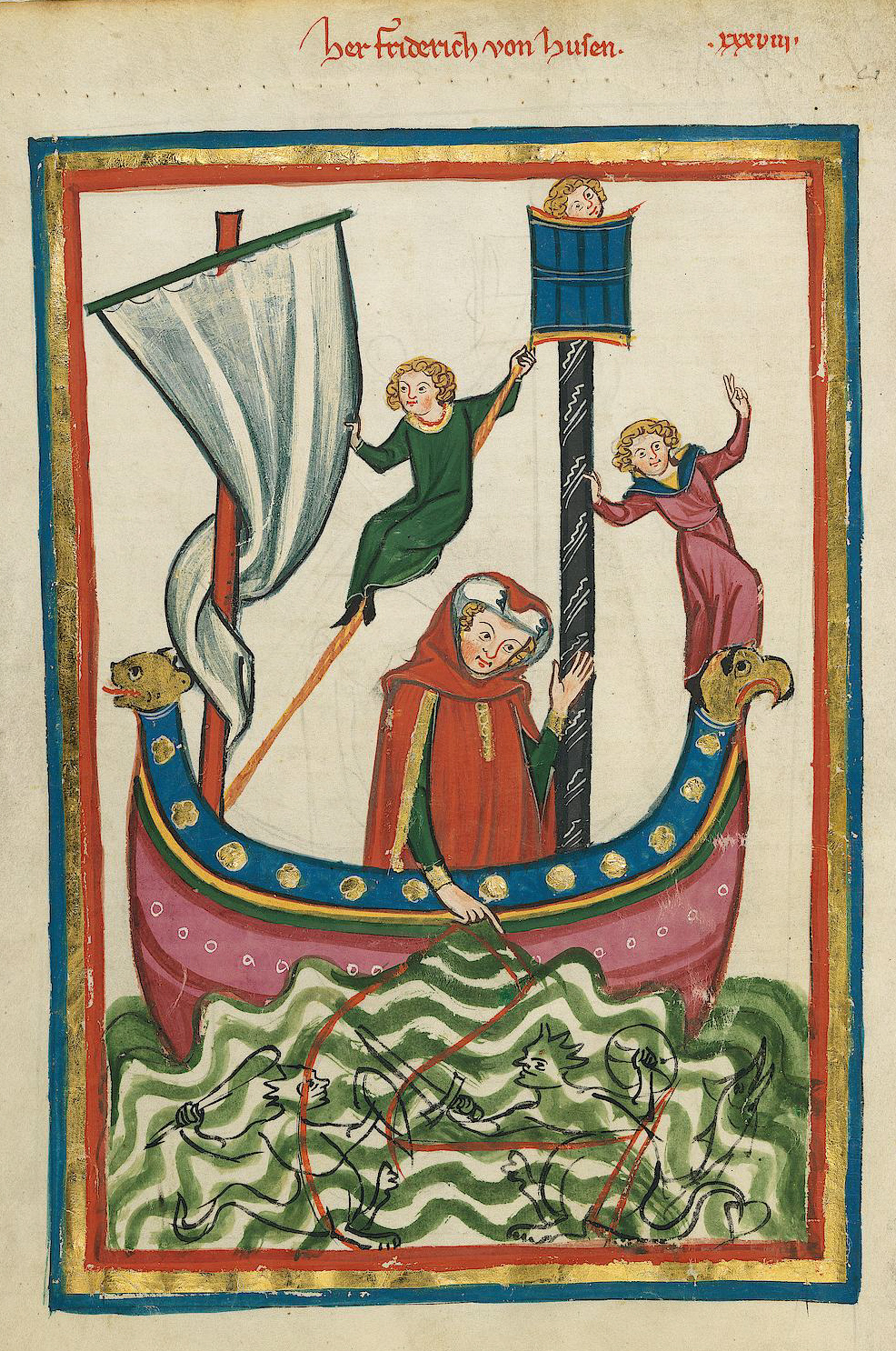
Friedrich von Hausen (Codex Manesse, 14. Jahrhundert)

## Leben
Friedrich von Hausen war ein am Oberrhein beheimateter Ministeriale Kaiser Friedrichs I. Barbarossa und einer der frühesten Minnesänger. Er wird in der Forschung mit einem zwischen 1171 und 1190 bezeugten Fridericus de Husen gleichgesetzt; dieser ist der Sohn des homo liber Waltherus de Husen, welcher in über zwanzig Urkunden belegt ist. Der Vater Walter von Hausen besaß Eigengüter in Dolgesheim, Dienheim und Gensingen, sowie die Vogtei über die Dörfer Worms-Ibersheim und Groß-Rohrheim.
Über Ort und Datum seiner Geburt ist nichts Näheres bekannt; er erscheint erstmals zusammen mit seinem Vater 1171 in einer Urkunde des Erzbischofs Christian von Mainz. Unter der Voraussetzung, dass die Waffenfähigkeit eines Jungen im Mittelalter zwischen 12 und 15 Jahren anzusetzen ist, ergibt sich für seine Geburt ein Zeitraum zwischen 1150 und 1160. Verschiedene Ortschaften beanspruchen, sein Geburtsort zu sein, jedoch ist eine überzeugende Entscheidung nicht möglich. Ein kurzer Hinweis in einer aus dem Kloster Heilbronn stammenden Urkundenabschrift lässt allerdings die Annahme zu, dass der Stammsitz seiner Familie die Burg Hausen („Rheinhäuser Hof“) in Mannheim gewesen sei, nach der sie sich benannte.

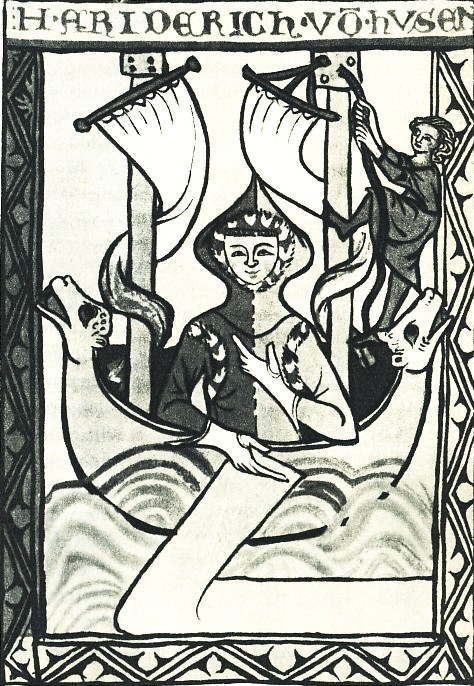
Friedrich von Hausen in der Weingartner Liederhandschrift aus der ersten Hälfte des 14. Jahrhunderts.

Auch sprachliche Analysen der Lieder Friedrichs, besonders seiner Reime, haben zu der Erkenntnis geführt, dass er aller Wahrscheinlichkeit nach im rheinpfälzischen Gebiet anzusiedeln ist. Dafür spricht ebenso eine vermutlich auf ihn zu beziehende undatierte Benennung als Lehensnehmer des Pfalzgrafen in den Eppsteinschen Lehensverzeichnissen. Ein Fridericus de Husen wird hier als Inhaber eines vom Pfalzgrafen verliehenen 'feodum' genannt, das nach seinem Tod letztendlich an Wortwin von Hohenberch vergeben wurde. Zwar enthält diese Quelle keine weiteren Angaben zu Friedrich von Hausen, jedoch erscheint er als herausgehobene Persönlichkeit.
Innerhalb der ‚urkundlichen Biographie’ Friedrichs von Hausen herrscht eine Lücke von elf Jahren zwischen 1175 und 1186, wobei die oben genannte Lehensnahme jedoch als ein Hinweis auf ihn gedeutet werden könnte. Allerdings ist auch seine Erwähnung in zwei weiteren Urkunden des Erzbischofs Christian von Mainz 1175 in Italien nicht absolut sicher, da er dort nur ohne Namensnennung als Sohn Walthers aufgeführt wird.
Es ist nicht bekannt, wie Friedrichs Aufstieg in den folgenden Jahren vor sich ging. Er muss jedoch sehr erfolgreich gewesen sein, denn bei seiner nächsten Erwähnung im Jahre 1185 befand er sich im Gefolge von Kaiser Barbarossas Sohn Heinrich, dem späteren Heinrich VI. auf seiner Reise nach Italien zur Vermählung mit Konstanze von Sizilien im Januar 1186. 1187 begleitete er Kaiser Friedrich I. Barbarossa zu einem Treffen mit dem französischen König Philipp August, und im Jahr 1189 ging er mit ihm auf den Kreuzzug. Am 6. Mai 1190 kam er am Vortag der Schlacht bei Philomelion nahe der heutigen Stadt Akşehir nach einem Sturz vom Pferd ums Leben, allgemein betrauert vom gesamten Heer – ein Zeichen für seine Popularität.

## Der Minnesänger
Friedrichs gesellschaftlich angesehene Stellung ist für seine Dichtkunst von unmittelbarer Bedeutung, da sie ihm mit an Sicherheit grenzender Wahrscheinlichkeit den Zugang zu provenzalischen und altfranzösischen Handschriften sowie den Kontakt mit bedeutenden Trouvères seiner Zeit ermöglicht hat.
Der Minnesänger Friedrich von Hausen scheint von seinen Zeitzeugen als von dem Ministerialen Friedrich von Hausen getrennt beachtet worden zu sein; so wird in allen erhaltenen Urkunden entweder der Minnesänger oder der politisch-gesellschaftlich bedeutende von Hausen bezeugt. Diese Trennung ist umso verwunderlicher, da sie historisch nicht so deutlich bestanden haben dürfte. So ist es sehr wahrscheinlich, dass Friedrich an bedeutenden gesellschaftlichen Ereignissen wie zum Beispiel dem Mainzer Hoffest 1184 teilgenommen hat. Hier dürfte er sowohl als Gefolgsmann des Kaisersohnes Heinrich, wie auch als Minnesänger teilgenommen haben und dabei auf die urkundlich bezeugten Heinrich von Veldeke, Guiot de Provins, Doetes de Troyes und andere Sänger getroffen sein. Ähnliche gesellschaftlich-politische Großereignisse die in seine Lebenszeit fallen, sind die Heirat Heinrichs VI. 1186 in Mailand sowie der „Hoftag Jesu Christi“ in Mainz 1188, auf dem sich neben anderen vermutlich auch von Hausen zur Teilnahme am Kreuzzug verpflichtet hat. Dass gerade bei letzterem Ereignis Kreuzlieder eine bedeutende Rolle gespielt haben, ist leicht vorstellbar.
Auch wenn alle nicht urkundlich belegten Ereignisse und Stationen im Leben Friedrichs von Hausen spekulativ bleiben müssen, können sie doch helfen, einen Zugang zu seinem künstlerischen Werk zu ermöglichen.
Dass viele seiner Lieder dabei zu seiner Biographie passen, könnte leicht zu der Vermutung führen, dass es sich um biographische Kunst, ja sogar um Erlebnislyrik handele. Diese Theorie muss jedoch in aller Entschiedenheit verworfen werden, da es sich gerade bei mittelhochdeutschem Minnesang um eine hochgradig artifizielle und damit abstrakte Kunst handelt. Dass die Kreuzzugslyrik hier als Ausnahme gelten darf, da sie der historischen Realität den Einbruch in die fiktive Minnethematik erlaubt, heißt nicht, dass die Sänger persönliche Erlebnisse, historische Figuren oder Orte in ihren Liedern verarbeitet haben.
Bei Friedrich von Hausen handelt es sich also um einen vor allem in seinen späten Lebensjahren hochangesehen Ministerialen, der im unmittelbaren Umfeld des Kaisers gelebt hat und aufgrund seiner politischen Funktion mehrere Auslandsreisen, zum Beispiel nach Italien 1175 und 1186/7, gemacht hat. Dass er dabei, zu den familiares et secretarii des Kaisers gehörend, voll in das mittelalterliche Dienstsystem integriert war, liegt auf der Hand und findet Entsprechung in seinem Werk.
Dass dieser „bedeutendste Vermittler zwischen romanischer und mittelhochdeutscher Lyrik […]“ die Gattung der Kreuzlieder in besonderem Maße prägte, zeigt schon seine Miniatur in der „Weingartner Liederhandschrift“, die ihn auf einem Schiff fahrend darstellt. Seine Perspektive bei dieser „Mischgattung“ mit Elementen der Politik, Propaganda und Historie auf der Folie der Minnethematik gilt es, auch im Hinblick auf seine Biographie, vor allem jedoch innerhalb seiner Lieder, zu untersuchen.
Die enorme Bedeutung, die Friedrich von Hausen als Jongleur mit modernen und klassischen Bestandteilen der Minnelyrik zukommt, zeigt sich im geläufigen Begriff der „Hausen-Schule“ bzw. „rheinischen Minnesangs“, der in der Forschung verwendet wird.
Das berühmteste Kreuzlied:
Mîn herze und mîn lîp diu wellent scheiden,

   diu mit ein ander wâren nu manige zît.

der lîp wil gerne vehten an die heiden,

   sô hât iedoch daz herze erwelt ein wîp

   Vor al der welt. daz müet mich iemer sît,

daz siu ein ándèr niht volgent beide.

mir habent diu ougen vil getân ze leide.

   got eine müese scheiden noch den strît.

Sît ich dich, herze, niht wol mac erwenden,

   du wellest mich vil trûreclîchen lân,

sô bite ich got, daz er dich geruoche senden

   an eine stat, dâ man dich welle enpfân.

   Owê! wie sol ez armen dir ergân?

wie getórstest du eine an solhe nôt ernenden?

wer sol dir dîne sorge helfen enden

   mít tríuwen, als ich hân getân?

Ich wânde ledic sîn von solicher swaere,

   dô ich daz kriuze in gotes êre nan.

ez waere ouch reht, daz ez alsô waere,

   wan daz mîn staetekeit mir sîn verban.

   Ich solte sîn ze rehte ein lebendic man,

ob ez den tumben willen sîn verbaere.

nu sihe ich wol, daz im ist gar unmaere,

wie ez mir süle án dem ende ergân.

Niemen dar mir wenden daz zunstaete,

   ob ich die hazze, die ich dâ minnet ê.

swie vil ich sî gevlêhte oder gebaete,

   sô tuot si rehte, als sis niht verstê.

   Mich dunket, wie ir wort gelîche gê,

rehte als ez der sumer von triere taete.

ich waer ein gouch, ob ich ir tumpheit haete

   vür guot. ez engeschiht mir niemer mê.
Die in der letzten Strophe enthaltene Formulierung „sumer von triere“ wurde vielfach zu interpretieren versucht: mit der am nächsten erscheinenden Lesart „Sommer von Trier“, dann auf der Suche nach einem Sinnzusammenhang mit gänzlich anderen Deutungen bis hin zu Martin Vogel, der über eine Etymologie von „sumer“ zu seinem Thema „Esel“ (vgl. „Saumtier“) findet.

## Ausgaben
- Hugo Moser, Helmut Tervooren (Hrsg.): Des Minnesangs Frühling, 38. Auflage. Hirzel, Stuttgart 1988, ISBN 3-7776-0448-8, S. 73–96. – Ältere Ausgabe:
  - Karl Lachmann, Moriz Haupt: Des Minnesangs Frühling, 2. Auflage. Hirzel, Leipzig 1875, Nr. VIII, S. 42–55 (Digitalisat).
- Günther Schweikle (Bearb.): Friedrich von Hausen. Lieder. Reclam, Stuttgart 1984, ISBN 3-15-008023-1.